# Popstar Awards
Popstar Awards é uma premiação de música, cinema, e televisão americana, que ocorre anualmente, no mês de junho. Estabelecido em 2002 pela revista Popstar!, para celebrar os artistas, filmes, séries, músicas, e videoclipes mais populares entre os adolescentes dos Estados Unidos a cada ano.

## Categorias
1. Melhor Ator de Cinema
2. Melhor Atriz de Cinema
3. Melhor Ator de TV
4. Melhor Atriz de TV
5. Melhor Filme
6. Melhor Filme Para TV
7. Melhor Serie
8. Melhor Cantor
9. Melhor Cantora
10. Melhor Grupo/dupla
11. Melhor Música
12. Melhor Videoclipe
13. Melhor Álbum
14. Gato do Ano
15. Gata do Ano
16. Icone Fashion Feminino
17. Icone Fashion Masculino
18. Melhor Perfil no Twitter
19. Revelação Musical Masculina
20. Revelação Musical Feminina